# 古水流
古水流（英語：paleocurrent）是一種沉積結構，被用來判別當時水流的方向。古水流指標主要有兩種類型：

##### 單向性
具單一的流動方向。例如交错层理，水流波痕（英語：Current ripple marks），叠瓦結構（英語：Imbrication）。層底痕跡（英語：Sole markings）/槽模（英語：flute casts）等

##### 雙向性
提供線性方向，但不知流動方向。例如 對稱波痕（英語：br Symmetrical ripple marks），分離紋綫（英語：Parting lineations）等。